# Powstanie omskie
Powstanie omskie – wystąpienie robotników i żołnierzy w Omsku 22 grudnia 1918, zorganizowane przez omski obwodowy komitet partii bolszewickiej. Odniosło całkowitą klęskę, tego samego dnia zostało stłumione przez białych Kozaków syberyjskich, którzy dokonali pacyfikacji robotniczych dzielnic miasta. Po zdławieniu wystąpienia Kozacy dokonali również zabójstwa grupy polityków eserowskich i mienszewickich, przebywających w miejscowym więzieniu, niezwiązanych z bolszewikami. 

## Tło wydarzeń
23 listopada 1918 r. w pozostającym pod kontrolą białych Tomsku odbyła się tajna konferencja bolszewików Syberii. Jej uczestnicy postanowili przystąpić do organizacji powstań przeciwko „białemu” rządowi adm. Aleksandra Kołczaka, który doszedł do władzy kilka dni wcześniej, 17 listopada, obalając Ogólnorosyjski Rząd Tymczasowy (tzw. Dyrektoriat ufijski). Zdecydowano, iż lokalne komórki bolszewickie przystąpią do działań dywersyjnych, które poprzedzą wielkie wystąpienie zbrojne w całym regionie. Nowo powołany obwodowy omski komitet centralny udał się do Omska, gdzie rezydował Kołczak ze swoim rządem i sztabem. Bolszewikom udało się zdobyć pewne poparcie wśród pracujących w mieście robotników kolejowych, ponadto skutecznie prowadzili agitację wśród żołnierzy oraz wśród 10 tysięcy jeńców wojennych przetrzymywanych przez białych. Jednym z organizatorów powstania był Arnold Nejbut. Jako datę zbrojnego powstania przeciwko Kołczakowi wybrali wczesne godziny ranne 22 grudnia 1918.

## Wystąpienie bolszewików
Przed wybuchem powstania wywiad białej armii oraz lokalna, podlegająca jej milicja dowiedziały się o zamiarach bolszewików i poznał planowaną datę wystąpienia. 21 grudnia przed północą milicja wkroczyła do tajnej siedziby partii przy ul. Krasnojarskiej 105 i do innych mieszkań zajmowanych przez partyjnych działaczy. Aresztowano 88 osób, zaś 33 bolszewików, w tym cały omski komitet rewolucyjno-wojskowy, zostało rozstrzelanych bez sądu. Działacze, którzy uniknęli zatrzymania, postanowili odwołać powstanie, lecz ich wysłannicy nie dotarli do zbrojnych oddziałów lub też dowódcy tychże oddziałów nie uwierzyli, że zbrojne wystąpienie ma się nie odbyć. W rezultacie 22 grudnia około drugiej w nocy oddziały uzbrojonych robotników i zbuntowanych żołnierzy 20 syberyjskiego pułku piechoty przystąpiły do działania. Udało im się opanować znaczne części przemysłowych, robotniczych dzielnic Nowo-Omsk oraz Kułomzino, jednak już kilka godzin później bunt został stłumiony przez dwa bataliony białych Kozaków syberyjskich pod dowództwem gen. Pawła Iwanowa-Rinowa oraz czechosłowacki oddział karabinów maszynowych. Siły Korpusu Czechosłowackiego nie dopuściły do tego, by do walki przyłączyli się jeńcy wojenni z omskiego obozu, na których liczyli organizatorzy powstania. Według oficjalnych szacunków białej administracji 22 grudnia podczas pacyfikacji powstania zginęło 247 osób. Kozacy syberyjscy krążyli po mieście, bijąc, aresztując lub zabijając robotników, których uznali za podejrzanych. Podpalali również ich domy. Bolszewicy szacowali, iż biali zabili podczas walk i po ich zakończeniu przynajmniej 900 czerwonych, eserowcy szacowali tę liczbę nawet na 1500-2000 zabitych, natomiast według przebywającego w Omsku brytyjskiego oficera Johna Warda zabitych powstańców i ich sympatyków było około tysiąca.
Podczas powstania bolszewikom udało się opanować budynek więzienia miejskiego i uwolnić ponad dwustu osadzonych, w tym 134 więźniów politycznych, w tym eserowców i deputowanych do Zgromadzenia Konstytucyjnego uwięzionych na rozkaz Kołczaka.

## Represje. Mord na byłych deputowanych do Konstytuanty
Chociaż powstanie zostało szybko stłumione, już po ustaniu walk Pawieł Iwanow-Rinow wydał Armii Syberyjskiej rozkaz nadzwyczajny, w którym nakazywał sprowadzać wszystkich „prowokatorów” przed specjalne sądy polowe. Następnie ogłosił w Omsku stan wojenny. Adm. Aleksandr Kołczak, który był w tym czasie poważnie chory, dowiedział się o wydarzeniach od swojego szefa sztabu Dmitrija Lebiediewa i po południu tego samego dnia również nakazał sądzenie organizatorów powstania przez sądy wojskowe. W rzeczywistości Kołczak nie kontrolował poczynań swoich wojsk, a wydając rozkaz zamierzał sprawiać wrażenie, że mimo choroby w pełni panuje nad sytuacją.
Sądy wojskowe skazały na rozstrzelanie 166 osób, które natychmiast stracono nad brzegiem Irtyszu, zaś dalsze 37 skazał na karę ciężkich robót. Są to dane oficjalne, które mogą być zaniżone. Nie ma żadnych śladów, by ktokolwiek stanął przed sądem wojskowym w związku z podejrzeniem o udział w powstaniu i został uniewinniony.
Po stłumieniu powstania, 22 grudnia, mianowany dowódcą garnizonu omskiego gen. Władimir Brżezowski nakazał wszystkim uwolnionym więźniom powrót do więzienia, zapowiadając, iż w razie wykrycia poza nim zostaną na miejscu zastrzeleni, razem z osobami, które pomagały im się ukrywać. Dziewiętnastu więźniów politycznych, w tym eserowiec i były członek Komucza Nił Fomin oraz eserowiec Iwan Diewiatow, usłuchało tego rozkazu. Starynkiewicz, minister sprawiedliwości w rządzie Kołczaka, dał im gwarancje bezpieczeństwa. Mimo to jeszcze tej samej nocy z 22 na 23 grudnia Kozacy wyprowadzili z więzienia eserowców Fomina, Bruderera i Sarowa oraz mienszewików Markowieckiego, Barsowa i Lissaua, po czym zamordowali ich nad Irtyszem wystrzałami z pistoletów i ciosami szabel. Wiadomość o odnalezieniu zmasakrowanych zwłok oburzyła Kołczaka, który uznał, iż oficerowie o monarchistycznych poglądach dokonali tej zbrodni, by dokonać prymitywnej zemsty na rosyjskich demokratach, a samego Kołczaka zdyskredytować w oczach popierających go państw Ententy. Dlatego też pacyfikację omskich robotników, a następnie mord na więźniach Kołczak starał się ukryć przed obecnymi w Omsku przedstawicielami tych państw. Zabójstwo lewicowych polityków nakazał gen. Brżezowski, prawdopodobnie za wiedzą Iwanowa-Rinowa i dowódcy omskiego okręgu wojskowego Aleksieja Matkowskiego. Oficerowie Kołczaka nienawidzili eserowców tak samo, jak bolszewików i nie miało dla nich znaczenia, że nie mieli oni związku z organizacją powstania. W Omsku krążyły pogłoski, że grupa białych oficerów na czele z Pawłem Iwanowem-Rinowem zamierza pozbyć się admirała i przekazać władzę w ręce wielkiego księcia Michaiła, który, jak wierzyli biali, ukrywał się przed bolszewikami na Syberii (w rzeczywistości Romanow nie żył od czerwca 1918 r.).  
Nawet, gdy Kołczak pozostał wodzem naczelnym białych na Syberii, brutalne stłumienie powstania i wykorzystanie całej sytuacji do zamordowania lewicowych polityków pokazało, że część jego oficerów bezkarnie i na własną rękę podejmowała decyzje o znaczących politycznych konsekwencjach. Ostatecznie wydarzenia w Omsku nie wpłynęły na poparcie Ententy dla Kołczaka, gdyż już kilka dni później, 24 i 25 grudnia, biała Armia Syberyjska odniosła efektowne zwycięstwo, zdobywając Perm i niemal całkowicie rozbijając czerwoną 3. Armię. Nadzieja, iż Kołczak będzie w stanie przeprowadzić kolejne działania ofensywne i obalić rząd bolszewików sprawiła, że państwa zachodnie przestały interesować się masakrą w Omsku czy też kwestią legalności władzy admirała. 